# Gonzalo Marinelli
Gonzalo Marinelli (Buenos Aires, 7 de febrero de 1989) es un futbolista argentino. Juega de arquero en el Independiente Rivadavia de la Primera División de Argentina. En el año 2024 se destaca como arquero en el club Deportivo Riestra 

## Clubes
| Equipo                                         | País      | Año                        |
| ---------------------------------------------- | --------- | -------------------------- |
| River Plate                                    | Argentina | 2008-2013                  |
| Atlético de Rafaela                            | Argentina | 2013-2014                  |
| Huracán                                        | Argentina | 2014-2017                  |
| Colón de Santa Fe                              | Argentina | 2017-2018                  |
| Tigre                                          | Argentina | 2018-2023                  |
| Independiente Rivadavia Club Deportivo Riestra | Argentina | 2023-2024 2024- actualidad |

### Estadísticas
Actualizado al 3 de Febrero de 2024. 
| Atlético Rafaela Argentina | 2.ª           | 2014          | 2  | 4   | 0  | -  | -  | -  | -  | -  | - | 2   | 4   | 0  |
| Atlético Rafaela Argentina | Total Club    | Total Club    | 2  | 4   | 0  | -  | -  | -  | -  | -  | - | 2   | 4   | 0  |
| Huracán Argentina | 1.ª           | 2015          | 1  | 1   | 0  | 0  | 0  | 0  | 0  | 0  | 0 | 1   | 1   | 0  |
| Huracán Argentina | 1.ª           | 2016          | 1  | 1   | 0  | 0  | 0  | 0  | 2  | 3  | 1 | 2   | 4   | 1  |
| Huracán Argentina | Total Club    | Total Club    | 2  | 2   | 0  | 0  | 0  | 0  | 2  | 3  | 1 | 4   | 5   | 1  |
| Colón (Sta. Fe) Argentina | 1.ª           | 2017/18       | 0  | 0   | 0  | 1  | 1  | 0  | 0  | 0  | 0 | 1   | 1   | 0  |
| Colón (Sta. Fe) Argentina | Total Club    | Total Club    | 0  | 0   | 0  | 1  | 1  | 0  | 0  | 0  | 0 | 1   | 1   | 0  |
| Tigre Argentina | 1.ª           | 2018/19       | 14 | 23  | 1  | 10 | 9  | 5  | -  | -  | - | 24  | 32  | 6  |
| Tigre Argentina | 2.ª           | 2019/20       | 21 | 22  | 8  | 3  | 2  | 1  | 4  | 10 | 0 | 28  | 34  | 9  |
| Tigre Argentina | 2.ª           | 2021          | 14 | 15  | 5  | 0  | 0  | 0  | -  | -  | - | 14  | 15  | 5  |
| Tigre Argentina | 1.ª           | 2022          | 13 | 16  | 5  | 19 | 23 | 6  | -  | -  | - | 32  | 39  | 11 |
| Tigre Argentina | 1.ª           | 2023          | 25 | 28  | 6  | 1  | 2  | 0  | 8  | 9  | 2 | 34  | 39  | 8  |
| Tigre Argentina | Total Club    | Total Club    | 87 | 104 | 25 | 33 | 36 | 12 | 12 | 19 | 2 | 132 | 159 | 39 |
| Independiente Rivadavia (Mdz) Argentina | 1.ª           | 2024          | 0  | 0   | 0  | 3  | 3  | 1  | -  | -  | - | 3   | 3   | 1  |
| Independiente Rivadavia (Mdz) Argentina | Total Club    | Total Club    | 0  | 0   | 0  | 3  | 3  | 1  | -  | -  | - | 3   | 3   | 1  |
| Total Carrera | Total Carrera | Total Carrera | 91 | 110 | 25 | 37 | 40 | 13 | 14 | 22 | 3 | 142 | 172 | 41 |
| (1) Incluye datos de Copa Argentina, Copa de la Superliga Argentina, Trofeo de Campeones de la Superliga Argentina, Copa de la Liga Profesional y Trofeo de Campeones de la Liga Profesional y (2) Incluye datos de Copa Sudamericana y Copa Libertadores. |               |               |    |     |    |    |    |    |    |    |   |     |     |    |

## Palmarés

### Campeonatos nacionales
| Título               | Equipo      | País      | Año     |
| -------------------- | ----------- | --------- | ------- |
| Primera B Nacional   | River Plate | Argentina | 2011-12 |
| Copa Argentina       | Huracán     | Argentina | 2013-14 |
| Copa de la Superliga | Tigre       | Argentina | 2019    |
| Primera Nacional     | Tigre       | Argentina | 2021    |